# 牙克石站
牙克石站是位于内蒙古自治区呼伦贝尔市牙克石市的一个铁路车站，邮政编码22150。车站建于1901年，有滨洲铁路和牙林铁路经过该站，现办理客运货运业务，车站及其上下行区间（仅限滨洲铁路）均已电气化。车站距离哈尔滨站667公里，隶属哈尔滨铁路局，是二等站。